# Grapher
Grapher è un programma per il sistema operativo macOS, in grado di generare grafici bidimensionali e tridimensionali a partire da equazioni matematiche, di analizzare equazioni anche differenziali e di definire superfici come i toroidi o gli attrattori di Lorenz. Inoltre, il software è in grado di tracciare grafici composti da più funzioni matematiche. Quest'ultimi possono essere modificati agendo sul colore, sulla scala, sul numero di punti/poligoni che formano il grafico e sulla eventuale texture che copre la superficie. Possono essere aggiunti commenti con diversi caratteri e in diversi colori. Grapher è in grado di generare grafici animati facendo variare alcuni parametri o variando il punto di vista del grafico.

## Storia
Prima di Grapher per macOS, quest'ultimo veniva fornito di un programma simile, chiamato Calcolatrice Grafica. Questo programma venne distribuito dalla versione 7 (1994) del sistema operativo e quindi venne fornito con 20 milioni di computer. Tutte le versioni di macOS precedenti alla 10.4 erano sprovviste di un programma di tracciamento dei grafici matematici. Il 22 luglio 2004, Apple acquisì dalla società Arizona Software il programma Curvus Pro X e inizialmente lo rinominò Graphing Calculator, per poi decidere di utilizzare il più semplice Grapher. Il nuovo programma venne pubblicamente annunciato il 15 settembre 2004 da AppleInsider.

## Caratteristiche
Grapher è un programma di tracciamento completo, in grado di realizzare grafici bidimensionali del tipo classico, polari, lin-log, log-log, polari-log ed è in grado di gestire grafici tridimensionali con coordinate cilindriche, sferiche e polari. È anche in grado di mostrare i gradienti delle funzioni. È un programma totalmente Cocoa che si avvantaggia pesantemente della API dei macOS e dell'interfaccia Metal. Esso gestisce equazioni multiple in un singolo grafico, può esportare in formato LaTeX e viene fornito con un nutrito gruppo di equazioni d'esempio.